# ヨン・ハイティンハ
ヨン・ハイスベルト・アラン・ハイティンハ（John Gijsbert Alan Heitinga, 1983年11月15日 - ）は、オランダ・南ホラント州アルフェン・アーン・デン・ライン出身のサッカー指導者であり、元同国代表サッカー選手。現役時代のポジションはDF、MF。現在は、アヤックスでトップチームの監督を務める。

## 表記について
メディアによってはジョン・ハイティンハ あるいはヨン・ハイティンガ、ヨン・ヘイティンガとも表記・呼称される。本来の発音はnとgが別に発音されるため、ハイティンガとはならず、ハイティンハに近い。ファーストネームのJohnはオランダでも英語読みされるため、ジョン／ジョニーとなる。

## クラブ経歴

### アヤックス・アムステルダム
アヤックス・アムステルダムのユース出身。2001年夏、17歳の時にフェイエノールト戦でデビュー。一年目から15試合に出場するが、翌2002-03シーズンは二度に渡り選手生命に関わる大怪我を負った影響で1試合のみの出場にとどまった。
2003-04シーズンに復帰後はチームの不動のセンターバックとしてリーグ戦26試合に出場し3ゴールを挙げ、チームのリーグ優勝に貢献。ラファエル・ファン・デル・ファールトやヴェスレイ・スナイデル、ヘドヴィヘス・マドゥロらと共にチームの中心へと成長した。その一方で、アヤックスはリーグ優勝から遠ざかった。2007-08シーズン開幕前にスナイデルがレアル・マドリードに移籍、10月にはヤープ・スタムが引退、さらにマドゥロが冬にバレンシアCFに移籍。ハイティンハは残留して優勝を目指すがリーグ2位に終わり、ついに17年間所属したクラブを去る決意をする。

### アトレティコ・マドリード
2008年8月1日、5年契約・移籍金1000万ユーロでスペインのアトレティコ・マドリードへ移籍。3月22日に行われたリーグ戦第28節のRCDマジョルカ戦にて、前半終了間際にフリーキックのボールを競った際に相手DFのダビド・ナバーロと頭部を接触したことで意識不明になってピッチに倒れた。すぐさま近隣の病院へ救急搬送されたものの幸い軽傷で事なきを得た。この2008-09シーズンはリーグ戦27試合、公式戦では通算32試合に出場し、3得点を挙げた。

### エヴァートンFC
2009年8月30日、5年契約・移籍金約500万ポンドでイングランドのエヴァートンFCへ移籍。マンチェスター・シティFCに移籍したジョリオン・レスコットの代役として期待され、9月13日のフラムFC戦でプレミア・リーグ初出場。

### フラムFC
2014年1月31日、出場機会を求めてフラムFCに半年契約で移籍した。

### ヘルタ・ベルリン
2014年6月、ヘルタ・ベルリンへ移籍。

### アヤックス・アムステルダム　復帰
2015年6月25日、同日付でヘルタ・ベルリンとの契約を解除し、古巣のアヤックス・アムステルダムへ復帰した。契約期間は2016年6月までの1年契約（契約延長オプション付）。
しかし2015-2016シーズンは負傷も相まって出場機会に恵まれず、2016年2月1日、現役引退を発表した。

## 代表経歴

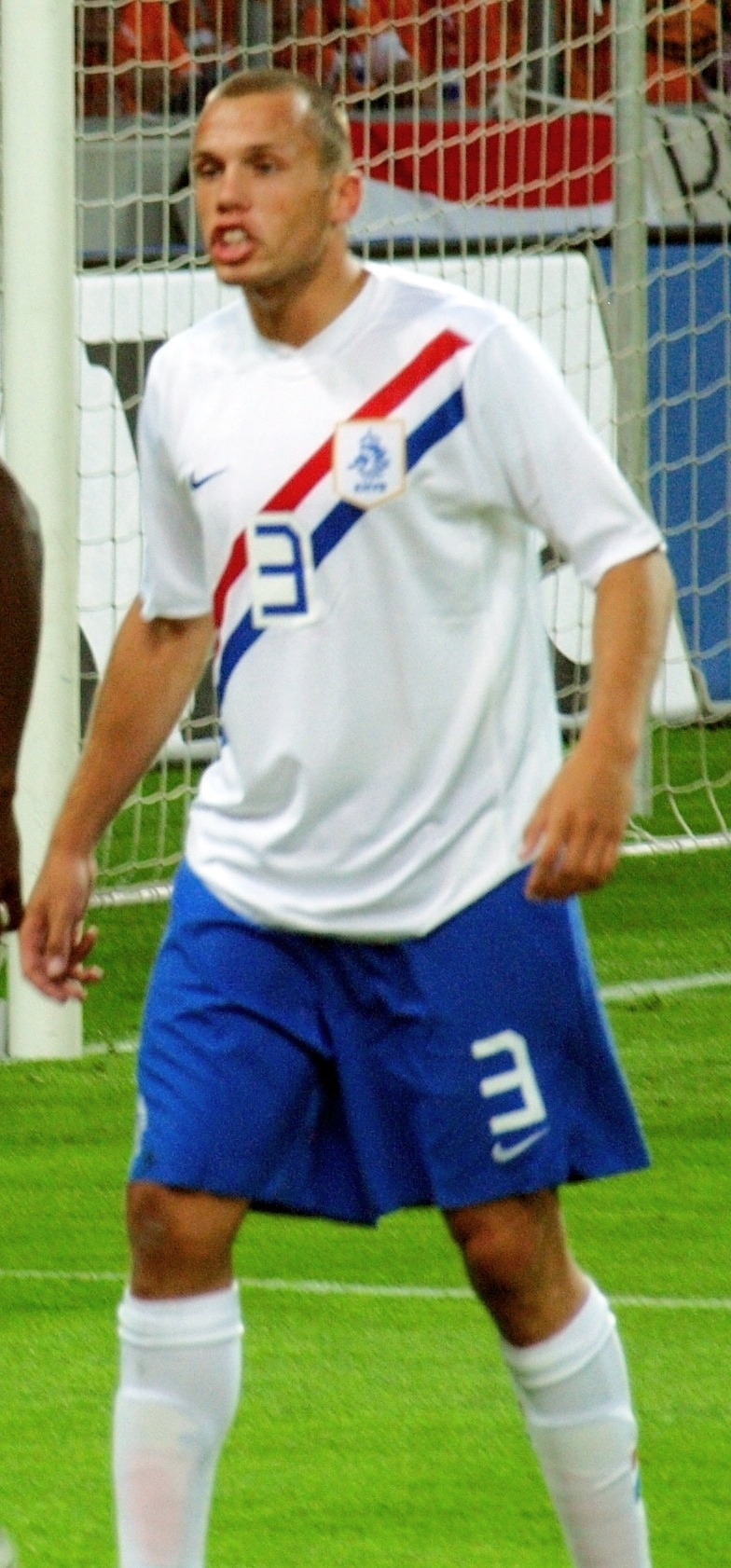
オランダ代表でのハイティンハ

### 個人成績
オランダ代表　国際Aマッチ 87試合 7得点（2004年-2013年）
| オランダ代表 | 国際Aマッチ | 国際Aマッチ |
| 年           | 出場        | 得点        |
| ------------ | ----------- | ----------- |
| 2004         | 12          | 1           |
| 2005         | 4           | 0           |
| 2006         | 8           | 1           |
| 2007         | 7           | 1           |
| 2008         | 12          | 3           |
| 2009         | 7           | 0           |
| 2010         | 15          | 0           |
| 2011         | 9           | 1           |
| 2012         | 11          | 0           |
| 2013         | 2           | 0           |
| 通算         | 87          | 7           |

### 略歴
年代別のオランダ代表を経験し、2001 FIFAワールドユース選手権ではU-20オランダ代表のキャプテンを務めた。
2004年2月18日のアメリカ代表戦でフル代表デビュー。EURO2004のメンバーにも選ばれ、3試合に出場した。マルコ・ファン・バステン監督の下で2006 FIFAワールドカップに出場しベスト16を経験。UEFA EURO 2008ではチーム事情に応じて複数のポジションでプレーしユーティリティ性を発揮した。
2010 FIFAワールドカップではスペイン代表との決勝までの全試合に出場したが、決勝戦では延長後半5分にアンドレス・イニエスタへのファウルで二枚目のイエローカードをもらい退場。その6分後にイニエスタに決勝ゴールを決められ、チームは準優勝に終わった。

## 指導者経歴

### アヤックス・アムステルダム
現役引退後すぐに古巣のアヤックス・アカデミーで指導者として働き始め、各世代の監督を経験した後に2021年5月から2023年1月までヨング・アヤックスの監督を務めた。
2023年1月27日、成績不振によって解任されたアルフレト・スフリューデルの後任としてアヤックスのトップチーム暫定監督に昇格した。しかし、エールディヴィジで3位に終わり、KNVBカップでは決勝に進出したものの、1-1の引き分けの末、PK戦でPSVに敗れた。22試合を指揮して14勝4分4敗と健闘したが、5シーズンぶりの無冠に加えてUEFAチャンピオンズリーグ出場権も逃したことで2022-23シーズン終了後に退任した。

### ウェストハム・ユナイテッドFC
2023年9月、エヴァートンFC所属時に監督であったデイビッド・モイーズのアシスタントとして、ウェストハム・ユナイテッドFCのコーチに就任した。プレミアリーグの前半戦は6位で折り返したものの、後半戦で失速し、9位でフィニッシュ。前シーズンから5つ順位を上げるまずまずの成績を残したが、2024年5月、2023-2024シーズン終了をもってモイーズとともに退任することが発表された。

### リヴァプールFC
2024年7月17日、同胞のアルネ・スロット率いるリヴァプールFCのアシスタントコーチに就任した。プレミアリーグ第28節ホームでのニューカッスル・ユナイテッドFC戦では、エヴァートン戦での言動によって2試合のベンチ入り禁止処分を受けたスロットに代わり、チームの指揮を執った。

## 人物・エピソード
妻は代表でチームメイトであった元リヴァプール所属のボウデヴィン・ゼンデンの妹である。
アヤックスユース時代からのチームメイトには、ヴェスレイ・スナイデルがいる。
2017年のインタビューで、現役時代と引退後の生活の違いについて、「以前はプライベートジェットをチャーターすることもありましたが、今はそうしません。休暇のときは今でも豪華な別荘を借りますが、その豪華さの範疇は異なります。私たちはそれに慣れようとしていますが、難しいこともあります。」と語った。
2020年のインタビューでは、SV ARCの元選手で、同チームのユースコーチも務めた父の影響でサッカーを始めたと語った。7歳から所属するアヤックスの練習には、居住するアルフェン・アーン・デン・レインからアムステルダムまで父の車で送迎されていたとのこと。

## 所属クラブ
- アヤックス・アムステルダム 2001-2008，2015-2016
- アトレティコ・マドリード 2008-2009
- エヴァートンFC 2009-2014.1
- フラムFC 2014.1-2014.6
- ヘルタ・ベルリン 2014-2015

## タイトル
クラブ
アヤックス・アムステルダム
- エールディヴィジ 2001-02, 2003-04
- KNVBカップ 2002, 2006, 2007
- ヨハン・クライフ・シャール 2002, 2005, 2006, 2007

個人
- オランダ年間若手最優秀選手賞 2003-2004
- エールディヴィジ最優秀選手賞 2007-2008